# Notocomplana
Notocomplanidae
Famille
Genre
Notocomplana, unique représentant de la famille des Notocomplanidae, est un genre de vers plats marins de la super-famille des Leptoplanoidea (sous-ordre des Acotylea, ordre des Polycladida).

## Systématique
Les noms valides complets (avec auteur) de ces taxons sont :
- pour la famille : Notocomplanidae Litvaitis, Bolaños & Quiroga, 2019[1]
- pour le genre : Notocomplana Faubel, 1983[1].

Notocomplana a pour synonymes :
- Freemania Hyman, 1953
- Melloplana Faubel, 1983
- Pucelis Marcus, 1947

## Liste des espèces
Trente-trois espèces sont recensées dans la base de données World Register of Marine Species (13 novembre 2023) pour ce genre :
- Notocomplana acticola (Boone, 1929)
- Notocomplana celeris (Freeman, 1933)
- Notocomplana chierchiae (Plehn, 1896)
- Notocomplana erythrotaenia (Schmarda, 1859)
- Notocomplana evelinae (Marcus, 1947)
- Notocomplana ferruginea (Schmarda, 1859)
- Notocomplana gardineri (Laidlaw, 1904)
- Notocomplana hagiyai Oya & Kajihara, 2017
- Notocomplana humilis (Stimpson, 1857)
- Notocomplana japonica (Kato, 1937)
- Notocomplana koreana (Kato, 1937)
- Notocomplana lapunda (Marcus & Marcus, 1968)
- Notocomplana libera (Kato, 1939)
- Notocomplana litoricola (Heath & McGregor, 1912)
- Notocomplana longiducta (Hyman, 1959)
- Notocomplana longisaccata (Hyman, 1959)
- Notocomplana martae (Marcus, 1948)
- Notocomplana mexicana (Hyman, 1953)
- Notocomplana microsora (Schmarda, 1859)
- Notocomplana natans (Freeman, 1933)
- Notocomplana otophora (Schmarda, 1859)
- Notocomplana palaoensis (Kato, 1943)
- Notocomplana palta (Marcus, 1954)
- Notocomplana rupicola (Heath & McGregor, 1912)
- Notocomplana sanguinea (Freeman, 1933)
- Notocomplana sanjuania (Freeman, 1933)
- Notocomplana saxicola (Heath & McGregor, 1912)
- Notocomplana sciophila (Boone, 1929)
- Notocomplana septentrionalis (Kato, 1937)
- Notocomplana sophia (Kato, 1939)
- Notocomplana syntoma (Marcus, 1947)
- Notocomplana tavoyensis (Prudhoe, 1950)
- Notocomplana timida (Heath & McGregor, 1912)

## Publications originales
- Famille des Notocomplanidae :
  - (en) Marian K. Litvaitis, D. Marcela Bolaños et Sigmer Y. Quiroga, « Systematic congruence in Polycladida (Platyhelminthes, Rhabditophora): are DNA and morphology telling the same story? », Zoological Journal of the Linnean Society, Royaume-Uni, vol. 186, no 4,‎ août 2019, p. 865–891 (ISSN 1096-3642, DOI 10.1093/zoolinnean/zlz007, lire en ligne, consulté le 13 novembre 2023).
- Genre Notocomplana :
  - (en) A. Faubel, « The Polycladida, Turbellaria. Proposal and establishment of a new system. Part I. The Acotylea », Mitteilungen des Hamburgischen zoologisches Museum und Institut, Allemagne, vol. 80,‎ 1983, p. 17-121 (ISSN 0072-9612).

### Pour la famille des Notocomplanidae
- (en) Catalogue of Life : Notocomplanidae Litvaitis, Bolaños & Quiroga, 2019 (consulté le 13 novembre 2023)
- (fr + en) GBIF : Notocomplanidae (consulté le 13 novembre 2023)
- (en) NCBI : Notocomplanidae (taxons inclus) (consulté le 13 novembre 2023)
- (en) Taxonomicon : Notocomplanidae Litvaitis, Bolaños & Quiroga, 2019 (consulté le 13 novembre 2023)
- (en) WoRMS : Notocomplanidae Litvaitis, Bolaños & Quiroga, 2019 (+ liste espèces) (consulté le 13 novembre 2023)

### Pour le genreNotocomplana
- (en) BioLib : Notocomplana Faubel, 1983 (consulté le 13 novembre 2023)
- (en) Catalogue of Life : Notocomplana Faubel, 1983 (consulté le 13 novembre 2023)
- (fr + en) EOL : Notocomplana (consulté le 13 novembre 2023)
- (fr + en) GBIF : Notocomplana Faubel, 1983 (consulté le 13 novembre 2023)
- (en) IRMNG : Notocomplana Faubel, 1983 (consulté le 13 novembre 2023)
- (fr + en) ITIS : Notocomplana Faubel, 1983 (consulté le 13 novembre 2023)
- (en) NCBI : Notocomplana (taxons inclus) (consulté le 13 novembre 2023)
- (en) Taxonomicon : Notocomplana Faubel, 1983 (consulté le 13 novembre 2023)
- (en) WoRMS : Notocomplana Faubel, 1983 (+ liste espèces) (consulté le 13 novembre 2023)